# Patrick Tischler
Patrick Tischler (20 febbraio 1987) è un ex calciatore austriaco, di ruolo portiere.